# 트라키아어
트라키아어(Thracian)는 고대에 동남유럽 지역에서 트라키아인들이 사용하였던 인도유럽어족 계통의 언어이다.
트라키아어는 사템 어군의 분포를 보이고 있어 인도-유럽어족의 사템 어군에 속했거나 사템 어군의 영향이 크게 작용하였던 것으로 여겨진다. 트라키아어는 늦으면 6세기까지 사용되었는데, 서기 570년 시나이산에 위치한 수도원에 코이네 그리스어, 라틴어, 시리아어, 콥트어 그리고 트라키아 민족 중 하나가 사용하였던 베시아어를 사용하는 성직자가 있었다고 전해진다. 이 수도원의 정체는 Vita Sancti Theodosii Coenobiarchae라는 중세 전기에서 발견되는데, 사해 연안에 4곳의 수도원이 딸린 교회들이 있었는데, 그곳에서 쓰인 다양한 언어 중 베시어가 포함되어 있었다는 자세한 내용까지 기술되어 있다. 수도원이 발견된 지역이 "큐틸라"라고 기술되어 있는데, 이는 트라키아어 이름으로 추정된다.
트라키아어의 계통에 관해서는 다양한 추측이 엇갈린다. 어떠한 학자들은 크리스천 베시인들이 이후 서쪽으로 이동, 알바니아에 정착하여 이로 인하여 알바니아어가 트라키아어에서 파생되었다는 반면, 많은 주류 학자들은 일리리아어 파생 이론을 신봉하고 있다. 어떠한 학자들은 트라키아어와 다키아어를 남부 발트어파 어군에 포함시키기도 한다.

## 같이 보기
- 다키아어
- 프리기아어
- 고대 발칸 제어
- 인도유럽조어